# The Thing (2011)
The Thing ist ein Horror- und Science-Fiction-Film aus dem Jahr 2011 des Regisseurs Matthijs van Heijningen Jr., der hiermit sein Kinodebüt gab. Der Film erzählt die Vorgeschichte zu John Carpenters Das Ding aus einer anderen Welt (Originaltitel The Thing) aus dem Jahr 1982, der wiederum eine Neuverfilmung des Klassikers von Christian Nyby aus dem Jahr 1951 war.

## Handlung
Norwegische Wissenschaftler entdecken auf Antarktika im Jahre 1982 ein abgestürztes außerirdisches Raumschiff, das dort bereits seit mindestens 100.000 Jahren liegen muss. Unweit der Absturzstelle finden sie ein im Eis eingeschlossenes Wesen, das geborgen und in einem Eisblock in die Forschungsstation gebracht wird. Unter der Leitung von Dr. Sander Halverson beginnt die eingeflogene Paläontologin Kate Lloyd, den Fremdorganismus zu untersuchen. Doch das fremde Wesen ist nicht tot und erwacht zum Leben. Der Eisblock, in dem es sich befindet, beginnt an seiner Oberfläche aufzutauen. Es befreit sich selbst aus ihm und tötet einige der Wissenschaftler.
Das Alien ist ein Formwandler und kann die Gestalt jedes Lebewesens annehmen, das es berührt, nicht aber die metallischen Materialien, wie Implantate, Zahnfüllungen oder Schmuckstücke. Das Monstrum beginnt, die Forscher perfekt nachzubilden, was es den Überlebenden erschwert, zwischen richtigen Menschen und dem Alien zu unterscheiden. Schon nach kurzer Zeit misstraut jeder jedem, und die Forscher werden einer nach dem anderen Opfer der Kreatur. Gegen Ende des Films sind scheinbar nur noch Kate und Sam Carter übrig, die dem Alien zu seinem Raumschiff folgen, wo sie aber dann getrennt werden. Im Innern des Raumschiffes finden die beiden zurück zueinander, und Kate schafft es, dem Monster eine Handgranate in den Schlund zu werfen. Sam und Kate fliehen, das Monstrum scheint tot zu sein.
Draußen angekommen steigt Carter in eines der beiden Raupenfahrzeuge ein, mit denen beide zur Absturzstelle des Raumschiffes gelangten. Als Kate zu ihm einsteigen will, fällt ihr auf, dass Carters Ohrring fehlt. Sie schließt daraus, dass der richtige Carter tot sein muss und von dem Alienwesen nachgebildet wurde. Als sie ihn darauf anspricht, berührt er sein rechtes Ohr – das Schmuckstück aber war in einer vorherigen Szene am linken Ohr zu sehen. Sie verbrennt „Sam“, der sich noch zu erklären versucht, mit einem Flammenwerfer, und der Film endet vermeintlich  mit einer Nahaufnahme des Gesichtes von Kate, die sich nun alleine in der Eiswüste im letzten noch funktionsfähigen Raupenfahrzeug befindet.
Es folgen mit dem Abspann kleine Einblendungen, die die Landung eines norwegischen Hubschraubers vor der bis auf einen Überlebenden verlassenen und fast völlig zerstörten norwegischen Station zeigen. Nachdem dieser Überlebende mit einem Gewehr in der Hand aus einem intakt gebliebenen Nebengebäude tritt, springt ein Hund aus einem Fenster und flieht von der Station. Der überlebende Norweger zwingt den Piloten zur Verfolgung des Hundes und versucht während des Fluges, den Hund zu erschießen. Die letzte Szene ist gleichzeitig der Anfang des John-Carpenter-Filmes (The Thing) von 1982.

## Hintergrund
Der Film hatte seine Premiere am 10. Oktober 2011 in den Vereinigten Staaten. Der Deutschlandstart fand am 17. November 2011 statt. Die Drehorte lagen allesamt in der kanadischen Provinz Ontario. The Thing wurde als bester Science-Fiction/Horror-Film 2012 bei den Saturn Awards nominiert.
Regisseur Matthijs van Heijningen legte großen Wert darauf, die Informationen über das norwegische Camp aus dem Carpenter-Film von 1982 detailgetreu in die Handlung seines Prequels einzubinden. Colins Tod wird genauer in den „Deleted Scenes“ gezeigt; er schneidet sich die Pulsadern und die Kehle auf, dabei setzt er sich zum Sterben auf einen Stuhl. In Das Ding aus einer anderen Welt wird seine (bereits vereiste) Leiche auf dem Stuhl gezeigt, so dass auch an dieser Stelle eine Verbindung zwischen beiden Filmen besteht.
Der Film war finanziell ein Misserfolg, denn seine Produktionskosten lagen bei 38 Mio. US-Dollar und er spielte nur weltweit rund 27 Mio. US-Dollar ein.

## Kritiken
„Den Vergleich mit John Carpenters Version sollte man sich besser sparen, weil dem Horror-Thriller Originalität und Eigenständigkeit abgeht, davon abgesehen funktioniert ‚The Thing‘ durchaus als mittelprächtiger Kreaturen-Horror, der aber auch im Regal der Videotheken gut aufgehoben wäre.“

„Leider kann die neuverfilmte ‚Vorgeschichte‘ dem Original in keinem Punkt das Wasser reichen: Bei Carpenter waren die Körperfresser als Symbol für den sich ausbreitenden Kommunismus zu sehen, der nach und nach einen nach dem anderen befällt. Es war eine Parabel auf die Kommunistenhatz in Amerika, als niemand mehr Vertrauen zu irgendwem hatte – er könnte ja ein verkappter ‚Kommie‘ sein. Ein Alien eben. Im Vergleich dazu bleibt ‚The Thing‘ leider an der Oberfläche. Der Kommunismus wird im Jahr 2011 von niemandem mehr als Bedrohung wahrgenommen, und hier hätte der Film die Chance gehabt, Bezüge zu aktuellen politischen oder gesellschaftlichen Entwicklungen herzustellen. Doch leider Fehlanzeige. […] Für Freunde von deformierten Körperteilen, Splatter-Effekten und ekeligen Spezialeffekten ganz nett. Für Fans von intelligenten Horrorfilmen zu einfach gestrickt.“

„Hinter seinen Vorgängern bleibt der Film letztlich zwar zurück, ein solider und gradlinig inszenierter Science-Fiction-Horror ist Matthijs van Heijningen dennoch gelungen. […] Mit seinen bizarren Body-Horror-Effekten, der treibenden Erzählweise und der nach wie vor interessanten Ausgangslage ist ‚The Thing‘ trotzdem ein durchaus spannender Horrorfilm geworden.“

„Das spannungsarme Prequel entlehnt seine dramaturgischen Wendungen unoriginell Carpenters Film, wobei sich dessen stilbildender Körper-Horror, der durch die Konfrontation mit dem absolut Fremden eine verstörende Physis bekam, in dieser computergestützten Variante kaum noch vermittelt.“

„Die neue Verfilmung des Carpenter-Klassikers aus dem Jahre 1982 überzeugt als spannungsgeladener Sci-Fi-Thriller und bietet durchwegs interessante Unterhaltung“

„Mit guten Tricks und spielfreudigen Hauptdarstellern gelingt ein atmosphärischer Sci-Fi-Grusler“

## Literarische Vorlage
John W. Campbell: Das Ding aus einer anderen Welt. Festa Verlag, ISBN 9783865524324. Die Novelle mit dem Originaltitel Who Goes There? bildete die Grundlage für die Verfilmungen.

### Andere Verfilmungen
- Das Ding aus einer anderen Welt (The Thing), Neuverfilmung von John Carpenter aus dem Jahr 1982 nach einer Vorlage von Christian Nyby
- Das Ding aus einer anderen Welt (The Thing From Another World), Originalversion 1951 von Christian Nyby.